# Platysenta meskei
Platysenta meskei là một loài bướm đêm trong họ Noctuidae.